# Diócesis de Teruel y Albarracín
La diócesis de Teruel y Albarracín (en latín: Dioecesis Terulensis et Albarracinensis) es una circunscripción eclesiástica de la Iglesia católica en España. Se trata de una diócesis latina unida aeque principaliter, sufragánea de la archidiócesis de Zaragoza. Desde el 27 de junio de 2025 la diócesis se encuentra en Sede Vacante.

## Territorio y organización

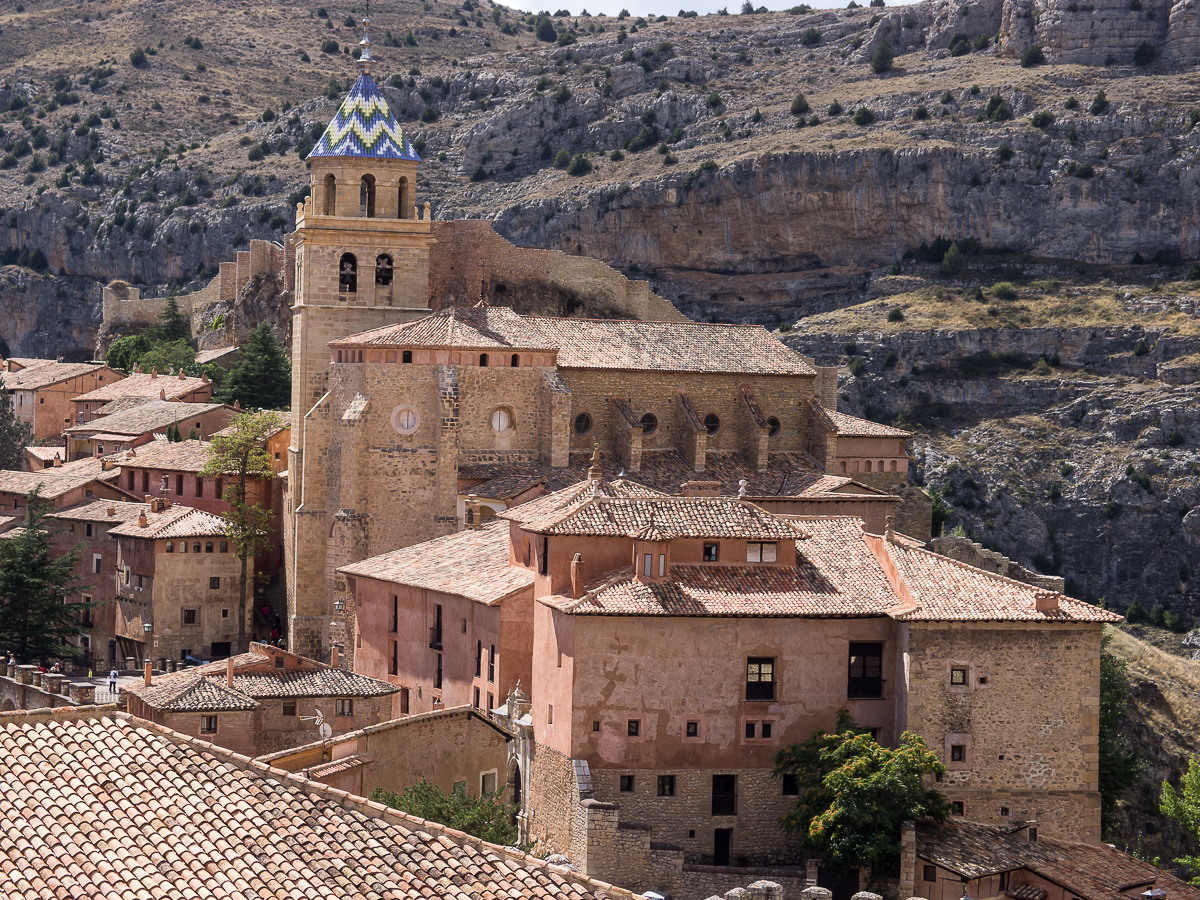
Catedral del Salvador, en Albarracín

La diócesis tiene 11 867 km² y extiende su jurisdicción sobre los fieles católicos de rito latino residentes en parte de la comunidad autónoma de Aragón, comprendiendo la provincia de Teruel, excepto la parte septentrional, que pertenece a la archidiócesis de Zaragoza.

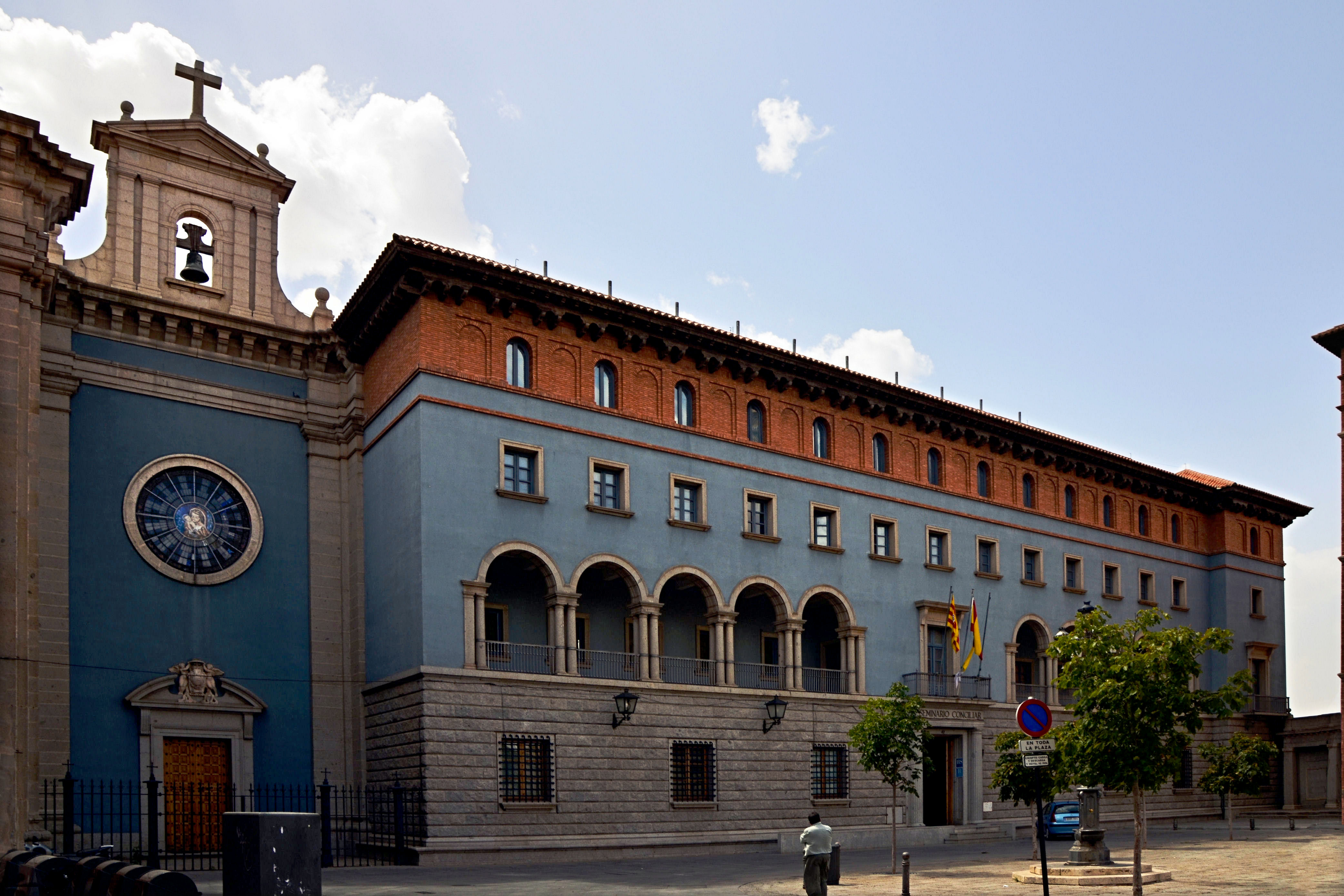
Seminario diocesano de Teruel

La sede de la diócesis se encuentra en la ciudad de Teruel, en donde se halla la Catedral de Santa María de Mediavilla. La diócesis tiene dos catedrales, estando en Albarracín la Catedral del Salvador.

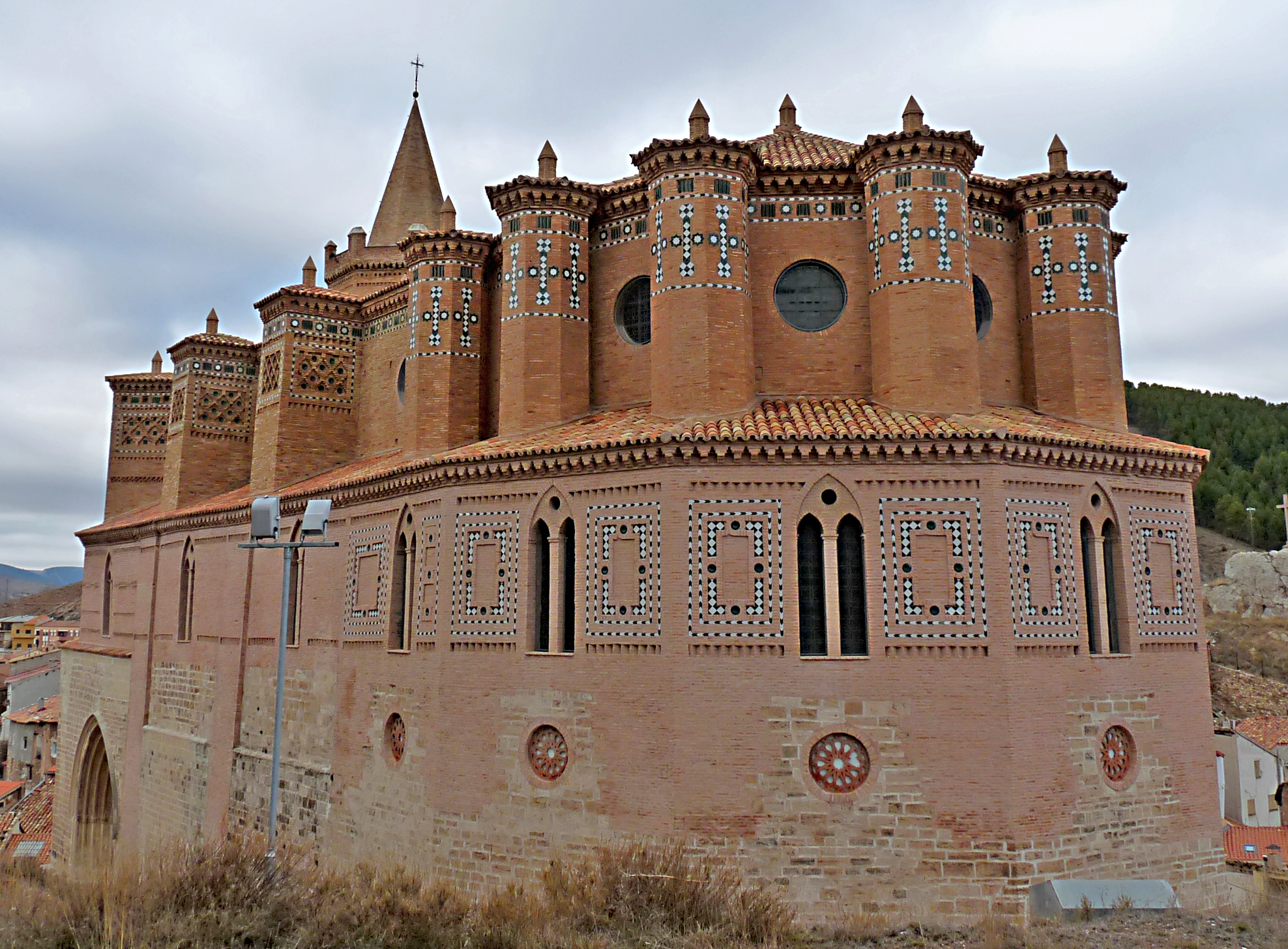
Iglesia de Santiago el Mayor, en Montalbán, con influencia mudéjar

En 2020 en la diócesis existían 259 parroquias agrupadas en 4 arciprestazgos: Albarracín-Jiloca, Maestrazgo-Cuencas Mineras, Teruel Rural y Teruel Ciudad.

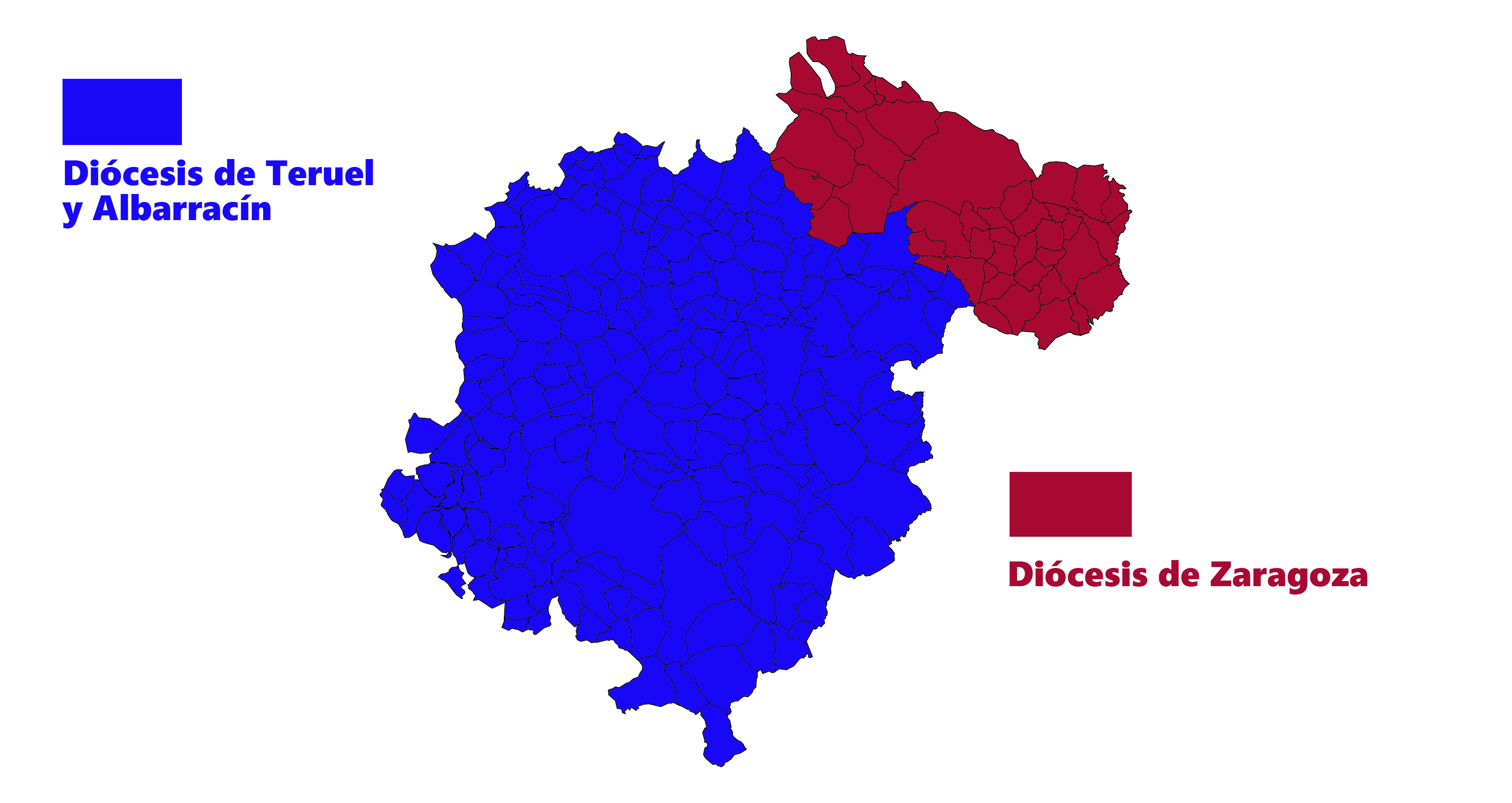
Diócesis en la provincia de Teruel

### Edificios notables de la diócesis
Todas las iglesias de Teruel son contemporáneas a la repoblación de la ciudad tras la Reconquista en 1176, ya que los fundadores construyeron nueve iglesias: una, la de Santa María, en el centro, y las ocho restantes en círculo, siguiendo el circuito de la cerca. La iglesia central, fue hecha colegiata en 1423 y, cuando se erigió la diócesis en 1577, convertida en catedral. Originalmente, se construyó de ladrillo, pero perdió en parte sus características originales en la restauración del siglo XVII. Las plateas dóricas para el coro fueron un regalo de Martín Terrer de Valenzuela, obispo de Teruel.
De la iglesia de San Martín destaca su torre mudéjar construida en el siglo XII. El arquitecto Quinto Pierres Bedel (que construyó el acueducto Los Arcos y la Mina de Daroca), recalzó sus cimientos entre 1549 y 1551, ya que su inclinación aumentaba peligrosamente.
La iglesia del Salvador es notable por su torre mudéjar, hecha en el estilo habitual del siglo XIII, hubo de reforzarse con aditamentos de ladrillo en el siglo XIX.
En la iglesia de San Pedro reposan los restos de los famosos Amantes de Teruel, Diego Martínez de Marcilla e Isabel de Segura.
El palacio episcopal tiene en su patio una columnata bien proporcionada.
La Casa del Capítulo, donde se reúne el capítulo diocesano, tiene un altar dedicado a la Inmaculada Concepción y santa Emerenciana, patronos de la ciudad.

## Historia

### Albarracín
En 1172 se erigió una diócesis Arcabricensis, como avanzada misionera en la región que, entre los siglos XII y XIII fue arrebatada al Imperio almohade. La erección de una diócesis en Albarracín es conocida por la confirmación de su erección realizada por el papa Inocencio IV el 12 de abril de 1247 en carta dirigida a Pedro, obispo de Segorbe y Santa María de Albarracín. Inocencio IV recordó que, cuando la ciudad fue arrebatada a los sarracenos, su predecesor Inocencio III acordó la erección de una diócesis e impuso al obispo dar el acto de sumisión y obediencia al arzobispo de Toledo Rodrigo (después de 1210). Inocencio III había decidido que la nueva diócesis llevara también el título de Segorbe, aunque en aquel momento la ciudad todavía estaba en manos árabes.
En su carta de 1247, año en el que Segorbe fue liberada del dominio musulmán, Inocencio IV confirmó la unión de las dos sedes episcopales, unión que fue sancionada además por el papa Alejandro IV el 18 de marzo de 1258 con el breve Petitio vestra. Permaneció vigente hasta el 21 de julio de 1577, cuando las dos sedes fueron separadas con la bula Regimini universalis del papa Gregorio XIII.
La ciudad y la diócesis vivieron un momento de prosperidad también gracias a la contribución de los árabes, numerosos en la zona. La conversión más o menos forzada y posterior expulsión en 1609, provocó graves daños a la ciudad.
La diócesis era una de las más pobres de España y también una de las más pequeñas; a mediados del siglo XIX constaba de un único arciprestazgo y 33 parroquias. El último obispo de Albarracín, José Talayero Royo, murió exiliado en Marsella en 1839 a causa de las guerras carlistas, y no tuvo más sucesores.

### Teruel
La diócesis de Teruel fue erigida el 31 de julio de 1577, obteniendo el territorio de la archidiócesis de Zaragoza. La erección fue confirmada por el papa Sixto V el 5 de octubre de 1587 con la bula In supereminenti.
En 1955 mediante el decreto Initis inter, tras el concordato de 1953 que establecía que los límites de las diócesis coincidían con los de las provincias civiles, la diócesis de Teruel amplió notablemente su territorio con la adquisición de siete arciprestazgos a la archidiócesis de Zaragoza para un total de 136 parroquias. Al mismo tiempo perdió tres parroquias ante las diócesis de Tortosa, Sigüenza (hoy diócesis de Sigüenza-Guadalajara) y Cuenca.

### Sedes unidas
El concordato de 1851 entre la Santa Sede y el Gobierno español estableció la supresión de la diócesis de Albarracín y su unión con la diócesis de Teruel. Sin embargo, el concordato encontró obstáculos que impidieron su pronta aplicación; de hecho la diócesis de Albarracín siguió existiendo, gobernada por vicarios capitulares hasta 1878, cuando los obispos de Teruel pasaron a ser administradores apostólicos.
El 11 de agosto de 1984, con la bula Cor nostrum del papa Juan Pablo II, las dos diócesis fueron unidas aeque principaliter.

## Estadísticas
Según el Anuario Pontificio 2021 la diócesis tenía a fines de 2020 un total de 89 100 fieles bautizados.
| Año                                                                             | Población            | Población | Población      | Sacerdotes | Sacerdotes    | Sacerdotes    | Bautizados por sacerdote | Diáconos permanentes | Religiosos | Religiosos | Parroquias |
| Año                                                                             | Bautizados católicos | Total     | % de católicos | Total      | Clero secular | Clero regular | Bautizados por sacerdote | Diáconos permanentes | Varones    | Mujeres    | Parroquias |
| ------------------------------------------------------------------------------- | -------------------- | --------- | -------------- | ---------- | ------------- | ------------- | ------------------------ | -------------------- | ---------- | ---------- | ---------- |
| 1950                                                                            | 100 787              | 100 795   | 100.0          | 153        | 137           | 16            | 658                      |                      | 28         | 185        | 136        |
| 1970                                                                            | 127 720              | 127 720   | 100.0          | 261        | 220           | 41            | 489                      |                      | 97         | 266        | 252        |
| 1980                                                                            | 100 345              | 100 494   | 99.9           | 192        | 173           | 19            | 522                      | 1                    | 45         | 266        | 261        |
| 1990                                                                            | 98 010               | 98 102    | 99.9           | 164        | 148           | 16            | 597                      |                      | 44         | 234        | 261        |
| 1999                                                                            | 88 362               | 88 709    | 99.6           | 153        | 133           | 20            | 577                      |                      | 40         | 202        | 262        |
| 2000                                                                            | 86 983               | 87 294    | 99.6           | 152        | 133           | 19            | 572                      |                      | 33         | 201        | 262        |
| 2001                                                                            | 86 352               | 86 968    | 99.3           | 150        | 131           | 19            | 575                      |                      | 41         | 193        | 262        |
| 2002                                                                            | 89 631               | 90 625    | 98.9           | 148        | 129           | 19            | 605                      |                      | 42         | 179        | 262        |
| 2003                                                                            | 84 324               | 85 823    | 98.3           | 142        | 128           | 14            | 593                      |                      | 36         | 169        | 262        |
| 2004                                                                            | 87 932               | 89 533    | 98.2           | 140        | 125           | 15            | 628                      |                      | 30         | 154        | 262        |
| 2010                                                                            | 89 750               | 93 600    | 95.9           | 120        | 105           | 15            | 747                      |                      | 37         | 113        | 262        |
| 2014                                                                            | 90 100               | 91 700    | 98.3           | 118        | 105           | 13            | 763                      |                      | 37         | 72         | 259        |
| 2017                                                                            | 89 650               | 91 000    | 98.5           | 100        | 86            | 14            | 896                      |                      | 25         | 67         | 259        |
| 2020                                                                            | 89 100               | 90 000    | 99.0           | 98         | 83            | 15            | 909                      | 1                    | 27         | 49         | 259        |
| Fuente: Catholic-Hierarchy, que a su vez toma los datos del Anuario Pontificio. |                      |           |                |            |               |               |                          |                      |            |            |            |

Según cifras oficiales, en el curso 2018-2019 se formaron 4 seminaristas en el Seminario Mayor diocesano.

## Episcopologio
El último obispo de Teruel-Albarracín ha sido José Antonio Satué Huerto, nombrado el 16 de julio de 2021 por el papa Francisco, y que recibió la ordenación episcopal y tomó posesión el 2 de octubre de 2021 en la Catedral de Teruel. El 27 de junio de 2025 el papa León XIV le nombró obispo de Málaga, por lo que la diócesis quedó vacante.

### Diócesis de Teruel
- (en latín) Pius Bonifacius Gams, Series episcoporum Ecclesiae Catholicae, Leipzig, 1931, pp. 79-80
- (en latín) Konrad Eubel, Hierarchia Catholica Medii Aevi, vol. 3, p. 310; vol. 4, p. 331; vol. 5, p. 372; vol. 6, p. 398

### Diócesis de Albarracín
- (en francés) M. Legendre, v. Albarrazin, «Dictionnaire d'Histoire et de Géographie ecclésiastiques», vol. I, París, 1909, col. 1383-1386
- (en latín) Pius Bonifacius Gams, Series episcoporum Ecclesiae Catholicae, Leipzig, 1931, pp. 4-5
- (en latín) Konrad Eubel, Hierarchia Catholica Medii Aevi, vol. 1, p. 443 (nota 1); vol. 3, p. 100; vol. 4, pp. 74-75; vol. 5, p. 74; vol. 6, p. 72